# Bécasseau des Aléoutiennes
Calidris ptilocnemis
Espèce
Statut de conservation UICN

 LC  : Préoccupation mineure
Le Bécasseau des Aléoutiennes (Calidris ptilocnemis) est une espèce d'oiseaux limicoles assez petits.

## Distribution
Cette espèce se rencontre sur l'océan Pacifique aux États-Unis, au Canada, en Russie, au Japon et en Chine.

## Description
Ce bécasseau trapu mesure 20 à 23 cm de longueur. Il possède un bec court légèrement arqué et jaunâtre à la base. Il a de courtes pattes jaunâtre terne.

## Comportement
La sous-espèce nominale se nourrit en sondant le sable des plages mais l'espèce s'alimente essentiellement dans les rochers. Elle est fréquemment associée au Tournepierre noir et au Bécasseau du ressac sur les reposoirs.

## Sous-espèces
D'après la classification de référence (version 14.1, 2024) de l'Union internationale des ornithologues, le Bécasseau des Aléoutiennes possède 4 sous-espèces (ordre philogénique) :
- Calidris ptilocnemis quarta (Hartert, 1920) ;
- Calidris ptilocnemis tschuktschorum (Portenko, 1937) ;
- Calidris ptilocnemis ptilocnemis (Coues, 1873) ;
- Calidris ptilocnemis couesi (Ridgway, 1880).

## Publication originale
- Coues, 1873 : Report on the Prybilov group, or, Seal islands, of Alaska.

## Source
- Taylor D. (2006) Guide des limicoles d'Europe, d'Asie et d'Amérique du Nord. Delachaux & Niestlé, Paris, 224 p.
- (en) UICN : espèce Calidris ptilocnemis (consulté le 16 mai 2015)